# Vasara (Viljandi)
Pour les articles homonymes, voir Vasara (homonymie).
Vasara est un village de la commune de Viljandi du comté de Viljandi en Estonie.
Au 31 décembre 2011, il compte 54 habitants.